# Howard Fogg (Komponist)
Howard Frank Fogg (* 27. April 1892 in Lewiston/Maine; † 17. Mai 1953 in Montreal) war ein kanadischer Dirigent und Komponist.

## Leben
Fogg studierte Violine bei Gustav Haanka in Montreal. 1915 wurde er zur Canadian Expeditionary Force eingezogen. Zum Temporary Lieutenant befördert, wurde er 1918 am rechten Arm verwundet, was seine Laufbahn als Geiger beendete. Er studierte nach seiner Rückkehr nach Kanada Dirigieren bei Gaston Borsch und leitete Anfang der 1920er Jahre das Melody King’s Dance Orchestra, mit dem er Alexandre Luiginis Ballet égyptien aufnahm.
Von 1925 bis 1930 war er Dirigent der The Dumbells, für die er auch eine Anzahl Songs (darunter Mert Plunketts Winter Will Come) arrangierte. Daneben war er musikalischer Leiter der 17th Duke of York’s Royal Canadian Hussars. Er organisierte und leitete Sendungen für CNRM Radio und den Rundfunk der CBC, arbeitete als Dirigent und Arrangeur für die Victor Talking Machine Company und komponierte 1934 für den Film Rhapsody in Two Languages die Filmmusik, die als erste Originalkomposition für einen Film in Kanada gilt. Daneben komponierte er mehrere sinfonische Suiten (Remembrance Day, Land of Beautiful Waters, Laurentian Suite, Symphonic Suite) sowie Werke für kleinere Orchester und für kammermusikalische Besetzung, Klavierstücke (Thought at Eventide, Wanatea “Indian Intermezzo”, Valse Sybil) und Lieder.